# Kinnareemimus khonkaenensis
Kinnareemimus khonkaenensis — вид ящеротазових динозаврів, що є базальним у групі Ornithomimosauria.

## Етимологія
Рід Kinnareemimus означає схожий на Кіннару, витончену істоту тайської міфології, з тілом жінки і ногами птиці, що населяла глибини легендарного лісу Хіммапан, по алюзії із пташиними ногами цього динозавра. Видова назва дана по провінції Кхонкен, де знайдені рештки динозавра.

## Опис
Рештки виду знайдені у пізньокрейдових відкладеннях формування Сао Кхуа поблизу селища Фу Віанг у провінції Кхонкен у Таїланді. Відомий лише з неповних останків, у тому числі хребці, часткових лобкових кісток, кісток плесна і неповної малогомілкової кістки. Відкладення датуються віком 140–130 млн років, що робить цього динозавра одним з найдавніших, якщо не найдавнішим, представником групи Ornithomimosauria. Швидше за все, Kinnareemimus мав струнке тіло і довгу шию, увінчану маленькою головою з беззубою дзьобом.